# Teoria atrybucji
Teoria atrybucji dotyczy tego, w jaki sposób człowiek stara się doszukiwać związków przyczynowo-skutkowych związanych ze swoim zachowaniem lub zachowaniem innych osób. 
Istnieją dwie drogi poszukiwania przyczyn. Pierwsza z nich odbywa się poprzez dokonanie atrybucji wewnętrznej zwanej też dyspozycyjną. Polega na szybkim, nierzadko błędnym wyciąganiu wniosków o osobie i przypisywaniu jej odpowiednich cech charakteru. Zbyt pochopna ocena wynikająca tylko z atrybucji wewnętrznej jest nazywana "podstawowym błędem atrybucji". Druga droga to atrybucja zewnętrzna, inaczej sytuacyjna i związana jest z wydarzeniami, które mogły mieć wpływ na działalność jednostki. Często używamy tutaj pytań: w jaki sposób..., dlaczego, co się stało, że... . Atrybucja zewnętrzna jest przejawem pewnego rodzaju wytrwałości w doszukiwaniu się przyczyn, wewnętrzna ogranicza się niekiedy tylko do nadania etykiety osobie np. leniwy, głupi, agresywny itp.